# Florin renan

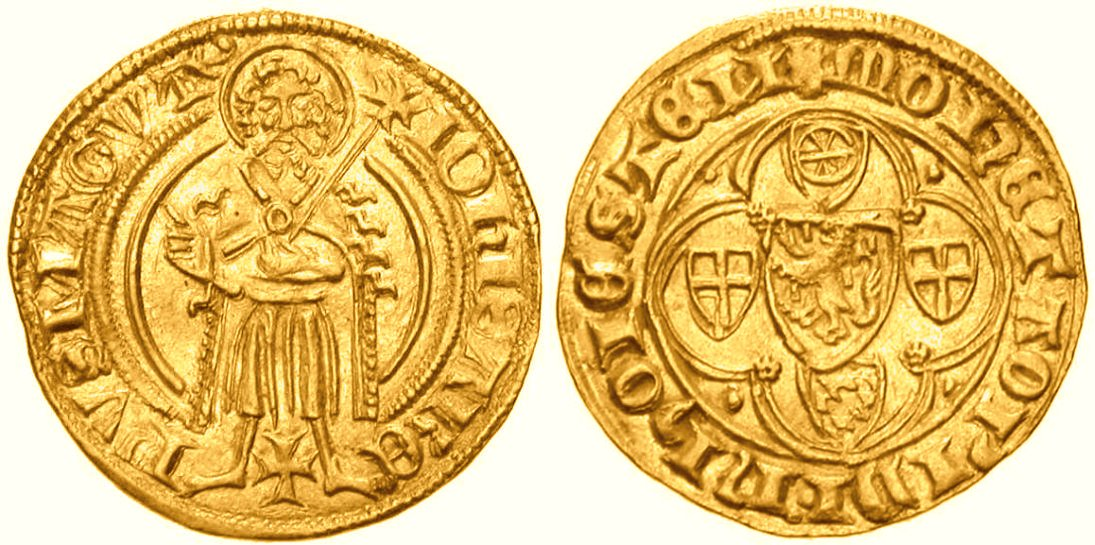
Avers: Sfântul Ioan Botezătorul, în picioare, cu sceptrul cu cruce; jos, între picioare, crucea Sf. Ioan. Circular: IOH IS AREPVS MAGVT ; revers: Trifoi cu patru foi; în centru, stema ducatului Nassau, iar în arcuri, blazoanele principatelor Mainz, Köln, Trier, și Bavaria pentru Palatinat; circular: MONETA OP(p)IDI IN HOIESTEN; florin renan bătut la Höchst (azi face parte din Frankfurt pe Main), prin anul 1400.

Florinul renan sau florinul Rinului (în germană rheinischer Gulden, iar în latină florenus Rheni) este o monedă de aur din secolele al XIV-lea și al XV-lea, care circula în zona Rinului (în Renania). În tarifele italiene ale epocii era denumit și rainese.
Moneda a fost bătută pentru prima dată de episcopii electori din Köln, Trier și Mainz, precum și de principele elector al Palatinatului, care au format, în 1386, liga monetară a Rinului (în germană: rheinische Münzverein). Florinul renan a devenit principala monedă folosită în schimburile comerciale ale Germaniei occidentale.

## Importanță
Florinii renani de aur au avut o mare importanță pentru sistemul monetar german până în epoca modernă. A devenit cea mai obișnuită monedă de tranzacționare în Boemia, Ungaria, Germania, Elveția, Moravia, Țările de Jos, Spania și Franța. Nu numai monedele de aur, ci și monedele de argint au fost evaluate în funcție de valoarea lor în florin renani, datorită valorii lor stabile.